# Karl Bebendorf
Karl Bebendorf, né le 7 mai 1996 à Dresde, est un athlète allemand spécialiste des courses de demi-fond.

## Biographie
Il termine 5e du 3 000 m steeple lors des championnats d'Europe 2022 à Munich.
Il remporte la médaille de bronze des championnats d'Europe 2024 à Rome, en portant son record à 8 min 14 s 41, s'inclinant face aux Français Alexis Miellet et Djilali Bedrani.

## Palmarès
| Date | Compétition                    | Lieu    | Résultat | Epreuve         | Temps         |
| ---- | ------------------------------ | ------- | -------- | --------------- | ------------- |
| 2019 | Championnats d'Europe en salle | Glasgow | 7e       | 1 500 m         | 3 min 46 s 88 |
| 2022 | Championnats d'Europe          | Munich  | 5e       | 3 000 m steeple | 8 min 26 s 49 |
| 2024 | Championnats d'Europe          | Rome    | 3e       | 3 000 m steeple | 8 min 14 s 41 |

## Records
| Épreuve         | Performance   | Lieu | Date         |
| --------------- | ------------- | ---- | ------------ |
| 3 000 m steeple | 8 min 14 s 41 | Rome | 10 juin 2024 |